# Władysław Emanuel Lubomirski
Władysław Emanuel Lubomirski (19 juin 1824-24 février 1882 à Varsovie), prince polonais de la famille Lubomirski.

## Biographie
Il est le fils du prince Eugeniusz Lubomirski (1789-1834) et de Maria Czacka.

## Sources
- (pl) Cet article est partiellement ou en totalité issu de l’article de Wikipédia en polonais intitulé « Władysław Emanuel » (voir la liste des auteurs).